# أنور منسي
أنور منسي (1922-1961) هو موسيقي مصري.

## النشأة
ولد أنور لابن العواد الأزهري الممعروف عبد الوهاب منسي وشقيق عازف القانون المشهور عبد الفتاح منسي، كان والده مشهورا في بداية القرن العشرين وصاحب كُورَال معروف، سافر إلى العديد من البلاد العربية بكوراله، وتزوج أم أنور منسي «الماظ» وهي بنت حاخام يهودي في القدس وأسلمت على يديه بعد هروبها والتزوج بها، سافرت مع عبد الوهاب منسي إلى العديد من الدول وأنجبت عبد الفتاح في العراق وأنور بعده بعامين في دمشق ولأنور منسي أخ غير شقيق من والده عازف كمان غير مشهور جميل منسي. عموما ولد أنور منسي في جو موسيقي مملوء بالموسيقى العربية والمقامات المختلفة علاوة على حفظه العديد من الأدوار والموشحات في ذلك الوقت.
عندما لاحظ والده عبد الوهاب منسي نبوغ ابنه في الموسيقى جعله يدرس الموسيقى العالمية والدراسة الأكاديمية لآلة الكمان وهو في سن السادسة على يد العديد من الخبراء في مجال الموسيقى العالمية. كمل درس الكمان على يد الخبير مسيو ارمناك وهو أستاذ كلا من الاساتذة محمد حجاج وعطية شرارة والعديد من الاساتذة هذا الجيل في معهد إبراهيم شفيق للموسيقى منطقة عابدين.
بصفة عامة استفاد أنور منسي بجميع معطيات الموسيقى فكان سابق لعصره لدراسته للموسيقى العالمية علاوة على الموسيقى العربية التي كان يعيش في داخلها وهو أول من استطاع المزج بين الموسيقى العالمية والعربية التي يصعب على العديد من الموسيقيين حتى يومنا هذا وبرجع ذلك لموهبته الفائقة.
لم يكن أنور منسي عازفا عاديا، لدرجة إن أسمته الصحف وقتها (موزارت مصر) تشبيها له بموهبة موزارت المبكرة، كما شمله القصر برعايته فأصبح ضمن العازفين المعتاد ترددهم علي القصر الملكي للعزف كصولويست (عازف منفرد) وهو في سن العاشرة فكانت تأتي سيارة من القصر لاصطحابه وهو لايزال طفل، لتعيده بعد الحفل وقد تسلم مظروفا عليه الشعار الملك. وكان أنور منسي اصغر عازف يقف وراء أم كلثوم ممسكا بالكمان، حين لم يكن قد تجاوز السادسة عشر من عمره.
أصبح أنور منسي صولويست لكل الفنانين الكبار وصديق لهم مثل أم كلثوم ومحمد عبد الوهاب ومحمد فوزي وفريد الأطرش وجميع الفنانين وكان لوجوده داخل أي فرقة شرف للجميع علاوة على ارتفاع سعره كعازف.اشترك مع الفرقة الماسية وسجل أروع الأعمال الموسيقية علاوة على الصلوهات مميزة معهم وهي ما زالت نبراسا لعازفي الكمان حتى يومنا هذا.
وقد تزوج من أنور من المطربة صباح لمدة 4 سنوات، وأنجب ابنته هويدا عام 1952
الكثير قال عنه انه ليس عازفا شرقيا من الطراز الأول ولكن بعد التحليل والتقاسيم التي هنا تثبت انه عازف شرقي من الطراز الأول وهو من العازفين اللى استفادو من الدراسة الغربية وتم تطبقها واستخدمها بشكل يفوق عن الجميع، وبصفة عامة يعتبر أنور منسي هو عازف الكمان الأول في مصر لكثرة أعمالة مع العمالقة ولقصر حياته ولتواجد أعماله حتى يومنا هذا.
توفى أنور منسي عام 1961 عن عمر يناهز 39 أثر حادث أليم عندما سقط من فوق الحصان في سفح الهرم.

## وصلات خارجية
- أنور منسي على موقع الدهليز
- أنور منسي على موقع قاعدة بيانات الأفلام العربية